# Elisabetta di Görlitz
Elisabetta di Görlitz (Hořovice, novembre 1390 – Treviri, 2 agosto 1451) fu Duchessa del Lussemburgo dal 1411 al 1443; fu anche Duchessa consorte di Lorena e Brabante e del Limburgo, dal 1409 al 1415 e poi Duchessa consorte di Baviera-Straubing e Contessa consorte d'Olanda e di Hainaut, dal 1418 al 1425.

## Origine
Elisabetta, secondo la Histoire ecclésiastique et civile du duché de Luxembourg et comté ..., Volume 7, era l'unica figlia del duca di Görlitz, Giovanni, e della moglie, Riccarda Caterina di Meclemburgo, figlia del re di Svezia e duca di Meclemburgo-Schwerin, Alberto di Meclemburgo e di Riccarda di Schwerin.
Giovanni di Görlitz, secondo il Francisci Chronikon Pragense item Benessii de Weitmil Chronicon ecclesiae, era il figlio maschio secondogenito del Re dei Romani, Imperatore del Sacro Romano Impero, Re di Boemia, Conte di Lussemburgo e Margravio del Brandenburgo Carlo IV e della quarta moglie, Elisabetta di Pomerania, figlia, sempre secondo il Francisci Chronikon Pragense item Benessii de Weitmil Chronicon ecclesiae, del duca Boghislao V di Pomerania e di Elisabetta dei Piasti, figlia del re di Polonia, Casimiro III.

## Biografia
Elisabetta, nel 1396, rimase orfana del padre, Giovanni, e, nel 1400, morì anche la madre, Riccarda Caterina.
Elisabetta, dallo zio, Venceslao di Lussemburgo, re di Boemia fu data in moglie al Duca di Brabante, Antonio di Borgogna, a Bruxelles, il 16 luglio 1409, come conferma il Ægidii de Roya Annales Belgici (non consultato); ancora secondo la Histoire ecclésiastique et civile du duché de Luxembourg et comté ..., Volume 7, il contratto di matrimonio era stato stipulato a Praga, il 27 aprile 1409, che prevedeva 12 punti; Antonio di Borgogna, vedovo dal 1407 di Giovanna di Lussemburgo († 1407), figlia di Valerano III di Lussemburgo-Ligny, conte di Saint-Pol e di Ligny, e di Maud Holland, come conferma il Ægidii de Roya Annales Belgici (non consultato), secondo il Iohannis de Thilrode Chronicon, era figlio del duca di Borgogna, Filippo II l'Ardito e dell'erede delle contee di Fiandra, di Nevers, di Rethel, di Borgogna e d'Artois, e pretendente dei ducati di Brabante e Limburgo, Margherita di Male, che, ancora secondo il Iohannis de Thilrode Chronicon, era figlia del Conte di Nevers (Luigi III), Conte di Rethel (Luigi III), Signore di Mechelen e Conte di Fiandra, Luigi II di Male (1330–1384), e dalla moglie pretendente dei ducati di Brabante e Limburgo, Margherita del Brabante (1323-1368), figlia del duca di Brabante e Limburgo, Giovanni III, e di Maria d'Évreux, come ci conferma la Oude Kronik van Brabant (non consultata) ed il Trophees tant sacres que profanes de la duché de Brabant ..., Volume 1.
Il terzo paragrafo del contratto di matrimonio prevedeva che Elisabetta, alla morte del cugino, Jobst, margravio di Moravia e duca di Lussemburgo, sarebbe entrata in possesso del ducato di Lussemburgo.
Suo cugino, Jobst, che, nel 1410, era stato eletto anche re di Germania morì a Brno, il 18 gennaio 1411 e fu inumato in quella stessa città. Dato che non aveva discendenti, i suoi titoli passarono al cugino Sigismondo, ad eccezione del Lussemburgo e la contea di Chiny, che andarono a Elisabetta e che confermò i privilegi al ducato del Lussemburgo.
Quando gl'inglesi invasero il nord della Francia, suo marito, Antonio, nonostante il fratello Giovanni Senza Paura rimanesse neutrale, rispose all'appello del re e, come Valois (Valois-Borgogna) si schierò con la casa reale, partecipando alla battaglia di Azincourt, del 24 ottobre 1415, dove perse la vita insieme ad altri francesi prigionieri come lui; parecchi francesi furono uccisi perché i prigionieri erano troppi; anche la Histoire ecclésiastique et civile du duché de Luxembourg et comté ..., Volume 7, ricorda la morte di Antonio, che fu ucciso in battaglia, precisando che il cadavere fu riconosciuto solo tre giorni dopo e che gli succedette il figlio tredicenne di primo letto, Giovanni.

Rimasta vedova, Elisabetta continuò a governare il ducato di Lussemburgo con l'aiuto del cognato, Giovanni Senza Paura, il capo della casata di Valois-Borgogna.
In seguito, però, per la troppa invadenza di Giovanni Senza Paura, Elisabetta si sposò, in seconde nozze, nel 1418 col Duca di Baviera-Straubing e Conte d'Olanda e di Hainaut, Giovanni III di Baviera-Straubing, che, secondo il continuatie IV della Chronologia Johannes de Beke era il figlio minore (il maschio terzogenito) del duca di Baviera, conte d'Olanda e Zelanda e conte d'Hainaut, Alberto I e della moglie, Margherita di Brieg, figlia di Ludovico I il Giusto e di sua moglie Agnese di Sagan (sia il matrimonio che la paternità sono confermati dal Scriptores rerum silesiacarum: oder, Sammlung schlesischer ..., Volume 1).
Alberto I era il figlio maschio terzogenito della Contessa di Hainaut e Contessa d'Olanda e di Zelanda, Margherita e del marito, il duca di Baviera, re di Germania e imperatore, Ludovico IV di Wittelsbach, detto il Bavaro: infatti secondo il continuatie III della Chronologia Johannes de Beke era fratello del conte, Guglielmo V, che, secondo il capitolo n° 81a della Chronologia Johannes de Beke Guglielmo era figlio della Contessa di Hainaut e Contessa d'Olanda e di Zelanda, Margherita e del marito, il duca di Baviera, re di Germania e imperatore, Ludovico IV di Wittelsbach, detto il Bavaro, figlio, secondo la Notæ Fuerstenfeldenses de Ducibus Bavariæ, del duca dell'Alta Baviera Ludovico II (il Severo) e di Matilde d'Asburgo.
Suo marito, Giovanni III, nel 1417, aveva rinunciato alla carriera ecclesiastica, ed aveva abbandonato il vescovato quando sua nipote Jacqueline era divenuta Contessa d'Olanda e Hainaut e duchessa di Baviera-Straubing. Con l'aiuto del Principe elettore di Brandeburgo, Re d'Ungheria, Re di Croazia, Rex Romanorum e futuro Re di Boemia e Imperatore del Sacro Romano Impero, Sigismondo di Lussemburgo e zio della futura moglie di Giovanni III, Elisabetta di Lussemburgo; Giovanni III iniziò subito una guerra civile contro Jacqueline ed il suo giovane marito, il Duca Giovanni IV di Brabante, figliastro di Elisabetta di Lussemburgo e nipote di Giovanni di Borgogna.
Giovanni III venne inoltre supportato dalla città di Dordrecht e dal Duca Filippo il Buono di Borgogna, che nel 1419 era succeduto al padre, Giovanni senza Paura. L'assedio di Dordrecht del 1419 non ebbe successo, perciò Giovanni IV di Brabante si accordò per una pace con Giovanni III. Giovanni IV di Brabante a nome di Jacqueline stessa, alla fine rinunciò all'Olanda ed all'Hainaut e lasciò il governo a Giovanni III di Baviera, che venne però avvelenato nel 1425; secondo la Histoire ecclésiastique et civile du duché de Luxembourg et comté ..., Volume 7, Giovanni III fu avvelenato il 6 gennaio 1424, durante un'operazione militare e fu sepolto a L'Aia.
Rimasta vedova per la seconda volta, mantenne il controllo del ducato col sostegno del nipote, Filippo il Buono, a cui, nel 1427, cede tutti i suoi diritti, nominandolo suo erede.
Nel 1431, Elisabetta fu confermata duchessa di Lussemburgo dallo zio, l'imperatore Sigismondo.
Nel 1441 Elisabetta confermò i diritti sul Ducato del Lussemburgo, in favore di Filippo III di Borgogna. La cosa non piacque ai suoi sudditi, che avrebbero preferito un duca di tedesco, per cui nel ducato si ebbero tumulti intorno al palazzo ducale, ed Elisabetta si rifugiò a Digione; il nipote, Filippo la sostiene e nel 1443, interviene direttamente con le sue truppe in Lussemburgo, ed in pratica succede a Elisabetta, come duca di Lussemburgo.
Nel 1444, Elisabetta rinunciò ai suoi diritti, in cambio di un vitalizio e si ritirò a Treviri.
Elisabetta morì dopo circa sette anni, nel 1451, a Treviri dove fu tumulata.

## Figli
Elisabetta al suo primo marito, Antonio diede due figli:
- Guglielmo, (1410 † 1410)
- un bambino, nato morto nel 1412.

Giovanni da Elisabetta non ebbe figli.

## Ascendenza
|                                  |                           |                             | Genitori                  |  |  | Nonni |  |  | Bisnonni             |  |  | Trisnonni                 |  |
|                                  |                           |                             |                           |  |  |       |  |  | Giovanni I di Boemia |  |  | Enrico VII di Lussemburgo |  |
|                                  |                           |                             |                           |  |  |       |  |  | Giovanni I di Boemia |  |  | Enrico VII di Lussemburgo |  |
|                                  |                           | Margherita di Brabante      |                           |  |  |       |  |  | Giovanni I di Boemia |  |  |                           |  |
| Carlo IV di Lussemburgo          |                           |                             |                           |  |  |       |  |  | Giovanni I di Boemia |  |  |                           |  |
|                                  |                           | Elisabetta di Boemia        | Venceslao II di Boemia    |  |  |       |  |  |                      |  |  |                           |  |
|                                  |                           | Elisabetta di Boemia        | Venceslao II di Boemia    |  |  |       |  |  |                      |  |  |                           |  |
|                                  |                           | Elisabetta di Boemia        | Guta d'Asburgo            |  |  |       |  |  |                      |  |  |                           |  |
| Giovanni di Görlitz              |                           | Elisabetta di Boemia        |                           |  |  |       |  |  |                      |  |  |                           |  |
|                                  |                           | Boghislao V di Pomerania    | Vartislao IV di Pomerania |  |  |       |  |  |                      |  |  |                           |  |
|                                  |                           | Boghislao V di Pomerania    | Vartislao IV di Pomerania |  |  |       |  |  |                      |  |  |                           |  |
|                                  |                           | Boghislao V di Pomerania    | Elisabetta di Slesia      |  |  |       |  |  |                      |  |  |                           |  |
| Elisabetta di Pomerania          |                           | Boghislao V di Pomerania    |                           |  |  |       |  |  |                      |  |  |                           |  |
|                                  |                           | Elisabetta di Polonia       | Casimiro III di Polonia   |  |  |       |  |  |                      |  |  |                           |  |
|                                  |                           | Elisabetta di Polonia       | Casimiro III di Polonia   |  |  |       |  |  |                      |  |  |                           |  |
|                                  |                           | Elisabetta di Polonia       | Aldona di Lituania        |  |  |       |  |  |                      |  |  |                           |  |
| Elisabetta di Görlitz            |                           | Elisabetta di Polonia       |                           |  |  |       |  |  |                      |  |  |                           |  |
|                                  | Alberto II di Meclemburgo | Enrico II di Meclemburgo    |                           |  |  |       |  |  |                      |  |  |                           |  |
|                                  | Alberto II di Meclemburgo | Enrico II di Meclemburgo    |                           |  |  |       |  |  |                      |  |  |                           |  |
|                                  | Alberto II di Meclemburgo | Anna di Sassonia-Wittenberg |                           |  |  |       |  |  |                      |  |  |                           |  |
| Alberto di Meclemburgo           | Alberto II di Meclemburgo |                             |                           |  |  |       |  |  |                      |  |  |                           |  |
|                                  |                           | Eufemia di Svezia           | Erik Magnusson            |  |  |       |  |  |                      |  |  |                           |  |
|                                  |                           | Eufemia di Svezia           | Erik Magnusson            |  |  |       |  |  |                      |  |  |                           |  |
|                                  |                           | Eufemia di Svezia           | Ingeborg di Norvegia      |  |  |       |  |  |                      |  |  |                           |  |
| Riccarda Caterina di Meclemburgo |                           | Eufemia di Svezia           |                           |  |  |       |  |  |                      |  |  |                           |  |
|                                  |                           | Otto di Schwerin            | Gunzelin VI di Schwerin   |  |  |       |  |  |                      |  |  |                           |  |
|                                  |                           | Otto di Schwerin            | Gunzelin VI di Schwerin   |  |  |       |  |  |                      |  |  |                           |  |
|                                  |                           | Otto di Schwerin            | Riccarda di Tecklenburg   |  |  |       |  |  |                      |  |  |                           |  |
| Riccarda di Schwerin             |                           | Otto di Schwerin            |                           |  |  |       |  |  |                      |  |  |                           |  |
|                                  |                           | Matilde di Werle            | Giovanni III di Werle     |  |  |       |  |  |                      |  |  |                           |  |
|                                  |                           | Matilde di Werle            | Giovanni III di Werle     |  |  |       |  |  |                      |  |  |                           |  |
|                                  |                           | Matilde di Werle            | Matilde di Pomerania      |  |  |       |  |  |                      |  |  |                           |  |
|                                  |                           | Matilde di Werle            |                           |  |  |       |  |  |                      |  |  |                           |  |

### Letteratura storiografica
- Romolo Caggese, "Italia, 1313 - 1414", cap. VII, vol. VI (Declino dell'impero e del papato e sviluppo degli stati nazionali) della Storia del Mondo Medievale, 1999, pp. 297–331.
- A. Coville, "Francia, armagnacchi e borgognoni (1380 - 1422)", cap. XVII, vol. VI (Declino dell'impero e del papato e sviluppo degli stati nazionali) della Storia del Mondo Medievale, 1999, pp. 642–672.
- Henry Pirenne, "I Paesi Bassi", cap. XII, vol. VII (L'autunno del Medioevo e la nascita del mondo moderno) della Storia del Mondo Medievale, 1999, pp. 411–444.
- (FR)  #ES Histoire ecclésiastique et civile du duché de Luxembourg et comté ..., Volume 7.
- (FR)  Trophees tant sacres que profanes de la duché de Brabant ..., Volume 1.